# 法西戰爭 (1595年—1598年)
1595年－1598年法西战争是法國宗教戰爭的一部份，西班牙的腓力二世在法國內亂時趁機攻入法國，法王則向仍在抗拒王權或處於西班牙佔領下的地區發起進攻。
1595年6月5日，王軍在豐坦弗朗賽斯戰役中獲得重大勝利並攻入弗朗什-孔泰。1596年1月馬耶那正式降服；
亨利四世以武力威脅或以禮相待，向神聖聯盟的其他首領軟硬兼施，逼他們息兵求和；他更利用西班牙出現的經濟危機，1597年先在亞眠圍城戰中從西班牙人手中奪回了亞眠，又在1598年和西班牙簽訂《韋爾萬和約》，結束法西戰事。

## 註腳
1. ↑  Lindberg 1996，第385頁.
2. 1 2  Braudel 1995，第1222頁.
3. ↑  MacCaffrey pp 207-08